# Казанське (Казанський район)
Каза́нське (рос. Казанское) — село, адміністративний центр Казанського району Тюменської області, Росія.
Населення — 5932 особи (2010, 5889 у 2002).
Національний склад станом на 2002 рік:
- росіяни — 93 %